# Шубар (Жетысуская область)
Шубар (каз. Шұбар, до 1999 года — Чкалово) — село в Кербулакском районе Жетысуской области Казахстана. Административный центр Шубарского сельского округа. Находится примерно в 81 км к востоку-северо-востоку (ENE) от посёлка Сарыозек, административного центра района. Код КАТО — 194667100.

## Население
В 1999 году население села составляло 1429 человек (727 мужчин и 702 женщины). По данным переписи 2009 года, в селе проживало 1151 человек (560 мужчин и 591 женщина)

## Известные жители и уроженцы
- Есболатова, Катша (1913 — ?) — Герой Социалистического Труда.
- Сериков, Даутали (1880 — ?) — Герой Социалистического Труда.
- Терликбаев, Мырзакул (1919 — ?) — Герой Социалистического Труда.